# David Nazar
David E. Nazar SJ (* 11. November 1952 in Toronto, Kanada) ist ein römisch-katholischer Theologe. Er ist seit 2015 Rektor des „Orientale“ in Rom.

## Leben
David Nazar stammt aus einer ukrainischen Familie des byzantinischen Ritus. Er trat am 2. September 1973 der Ordensgemeinschaft der Jesuiten bei. Am 3. Juni 1983 empfing er die Priesterweihe durch Isidore Borecky, Bischof der ukrainischen griechisch-katholischen Kirche von Toronto. Nazar hält mit Erlaubnis des jesuitischen Generaloberen seit 1983 Messfeiern sowohl im lateinischen als auch im byzantinischen Ritus.
Er absolvierte ein Philosophiestudium an der Gonzaga University (Bachelor of Arts, 1977; Master of Arts, 1980) und der Saint Michael’s Academy (Licentiate Philosophy Ph. L., 1980). Am Regis College in Toronto studierte er Theologie (Bachelor in Sacred Theology S.T. B., 1983; Licentiate in Sacred Theology S.T.L., 1984) und an der University of Toronto (Master of Divinity in Theology, 1983; Master of Theology 1984). An der Saint Paul University in Ottawa absolvierte er ein Doktoratsstudium in Theologie (Doctorate of Theology Th.D. 1989) und ein Doktoratsstudium in Philosophie (Doctorate of Philosophy Ph.D. 1989).
David Nazar hatte verschiedenste Aufgaben in seinem Orden, darunter als Gefängniskaplan und für die Zusammenarbeit mit den Indigenen Völkern Kanadas. Von 1996 bis 2002 war er Provinzsuperior in Toronto. 2003 wurde von dem Generaloberen der Societas Jesu Peter Hans Kolvenbach zum Superior und Regionaloberer seines Ordens in der Ukraine ernannt.
Papst Franziskus ernannte David Nazar am 26. August 2015 zum neuen Rektor des Päpstlichen Orientalischen Instituts („Orientale“) in Rom. Er folgt dem bisherigen Pro-Rektor Samir Khalil Samir SJ.
Nazar spricht Englisch, Französisch, Ukrainisch, Italienisch. Er beherrscht die Gebärdensprache sowie Ojibwe, eine Sprache der indigenen Anishinabe.